# Rolando Toro Araneda
Rolando Toro Araneda, né au Chili le 19 avril 1924 et mort le 16 février 2010, est un anthropologue et psychologue chilien.

## Biographie
Il est chargé de cours d'anthropologie médicale à l'École de Médecine du Chili où il fait des recherches sur l'expansion de conscience, professeur en psychologie de l'Art et de l'Expression à l'Institut des Beaux-Arts de l'Université pontificale catholique du Chili et Professeur à l'Université Ouverte Inter-Américaine d'Argentine
Il crée le système Biodanza au début des années 1960 et étudie le psychosomatisme, les maladies de Parkinson et d'Alzheimer à travers le système Biodanza en Argentine, Brésil, Italie et Suisse entre 1974 et 1998, date à laquelle il rentre au Chili.
Il est aussi poète et peintre.
Il était président de l'IBF (International Biocentric Foundation), où il était responsable de l'enseignement du système Biodanza dans les écoles de Biodanza à travers le monde.